# خوچنگ
خوچنگ (به لهستانی:  Choczeń) یک روستا در لهستان است که در گمینا موخووو واقع شده‌است.